# Kristýna Kolocová
Kristýna Kolocová (Nymburk, 1 april 1988) is een voormalig beachvolleyballer uit Tsjechië. Ze nam eenmaal deel aan de Olympische Spelen.

## Carrière

### 2005 tot en met 2012
Kolocová won in 2005 met Markéta Sluková – met wie ze tot 2015 een team zou vormen – in Illitsjivsk de Europese titel onder 18. Het jaar daarop behaalden ze een vijfde plaats bij de WK onder 19 op Bermuda. Die prestatie herhaalden ze twee jaar op rij bij de WK onder 21 in Modena en in Brighton. In 2008 namen ze bovendien deel aan de EK in Hamburg, waar ze in de eerste ronde verloren van het Duitse duo Katrin Holtwick en Ilka Semmler en in de herkansing werden uitgeschakeld door het eveneens Duitse duo Helke Claasen en Antje Röder. Het daaropvolgende seizoen debuteerde het duo in de FIVB World Tour. Ze namen deel aan vier toernooien in het mondiale circuit en kwamen daarbij tot een negende plaats bij zowel de Grand Slam van Klagenfurt als het Open-toernooi van Sanya. Daarnaast werden Kolocová en Sluková vice-kampioen bij de EK onder 23 in Jantarny. Bij de EK in Sotsji strandde het tweetal na drie verloren partijen in de groepsfase.
In 2010 deden Kolocová en Sluková mee aan elf toernooien in de World Tour met onder meer twee vijfde (Stare Jabłonki en Sanya) en twee zevende plaatsen (Shanghai en Marseille) als resultaat. Op Kos wonnen ze bovendien de Europese titel onder 23. Het jaar daarop was het tweetal actief op twaalf reguliere FIVB-toernooien waarbij acht toptienklasseringen werden behaald met een vijfde plaats bij de Grand Slam van Klagenfurt als beste resultaat. Bij de WK in Rome verloren ze in de zestiende finale van de Braziliaanse zussen Maria Clara en Carolina Salgado en bij de EK in Kristiansand strandden ze na een overwinning en twee nederlagen in de groepsfase. In 2012 bereikten ze bij de EK in Scheveningen de achtste finale die verloren ging tegen hun landgenoten Martina Bonnerová en Barbora Hermannová. In de mondiale competitie nam het duo verder mee aan acht wedstrijden waarbij ze enkel toptienklasseringen noteerden en vijfmaal (Sanya, Shanghai, Peking, Berlijn en Stare Jabłonki) de kwartfinale bereikten. Bij de Olympische Spelen in Londen eindigden Kolocová en Sluková eveneens op de vijfde plaats nadat ze in de kwartfinale werden uitgeschakeld door het Amerikaanse tweetal Jennifer Kessy en April Ross.

### 2013 tot en met 2018
Het daaropvolgende seizoen kwam het duo bij de WK in Stare Jabłonki niet verder dan de zestiende finale die verloren werd van Miller Elwin en Henriette Iatika uit Vanuatu. Bij de EK in Klagenfurt bereikten ze de achtste finale waar ze werden uitgeschakeld door het Spaanse duo Liliana Fernández Steiner en Elsa Baquerizo Macmillan. In de World Tour deden Kolocová en Sluková mee aan negen toernooien met een vierde plaats bij de Grand Slam van Berlijn als beste resultaat. Het jaar erna behaalden ze bij negen FIVB-toernooien enkel toptienklasseringen; ze wonnen in Praag en Berlijn en werden derde in Gstaad, vierde in Den Haag en vijfde in Stare Jabłonki. Bij de EK in Cagliari eindigden ze eveneens als vijfde nadat het Zwitserse duo Tanja Goricanec en Tanja Hüberli in de kwartfinale te sterk was. In 2015 speelden Kolocová en Sluková in aanloop naar de WK vijf internationale toernooien waarbij ze niet verder kwamen dan drie negende plaatsen (Praag, Moskou en Stavanger). Bij de WK in Nederland bereikte het tweetal de zestiende finale die verloren werd van de Italiaansen Marta Menegatti en Viktoria Orsi Toth.
Van 2016 tot en met 2018 vormde Kolocová vervolgens een team met Michala Kvapilová. Het eerste seizoen deed het tweetal mee aan zeven toernooien in de World Tour met een zeventiende plaats bij het Open-toernooi van Fortaleza als beste resultaat. Bij de EK in Biel/Bienne werden ze in de tussenronde uitgeschakeld door hun landgenoten Hermannová en Sluková. Het jaar daarop speelden ze in aanloop naar de WK zes wedstrijden in het mondiale circuit waarbij ze op een uitzondering na enkel toptienklasseringen behaalden met als beste resultaat drie vijfde plaatsen (Fort Lauderdale, Poreč en Olsztyn). Bij de WK in Wenen werd het duo in de achtste finale uitgeschakeld door het Amerikaanse koppel Summer Ross en Brooke Sweat en in Jurmala werden ze Europees vice-kampioen achter Nadia Glenzke en Julia Großner uit Duitsland. Kolocová en Kvapilová sloten het seizoen af met een negende plek bij de World Tour Finals in Hamburg. In 2018 kwamen ze bij de EK niet verder dan de tussenronde tegen de Russinnen Jevgenija Oekolova en Jekaterina Birlova. In de World Tour deed het duo mee aan negen toernooien met twee vijfde plaatsen (Den Haag en Itapema) als beste resultaat. Na afloop van het seizoen beëindigde Kolocová haar sportieve carrière.

## Palmares
Kampioenschappen
- 2005:  EK U18
- 2009:  EK U23
- 2010:  EK U23
- 2012: 5e OS
- 2017: 9e WK
- 2017:  EK

FIVB World Tour
- 2014:  Praag Open
- 2014:  Grand Slam Berlijn
- 2014:  Grand Slam Gstaad